# Мережева модель
Мереже́ва моде́ль — теоретичний опис принципів роботи набору мережевих протоколів, що взаємодіють один з одним. Модель, зазвичай, ділиться на рівні, так, щоб протоколи вищого рівня використовували б протоколи нижчого рівня (точніше, дані протоколу вищого рівня передавалися б за допомогою нижчих протоколів — цей процес називають інкапсуляцією, процес вилучення даних вищого рівня з даних нижчого — деінкапсуляцією). Моделі бувають як практичні (що використовуються в мережах, іноді заплутані та/або не повні, проте які вирішують поставлені завдання), так і теоретичні (що показують принципи реалізації мережевих моделей, які приносять в жертву наочності продуктивність/можливості).
Найбільш відомі мережеві моделі:
- Модель OSI, вона ж — Модель ВВС, Взаємозв'язок відкритих систем. Еталонна модель. — теоретична модель, що описана в міжнародних стандартах.
- Модель DOD (Модель TCP/IP) — практична модель, що використовується і прийнята для роботи в Інтернеті.
- Модель SPX/IPX — модель стека SPX/IPX (сімейство протоколів для локальної мережі).
- Модель AppleTalk — модель для мереж AppleTalk (протоколи для роботи мереж з обладнанням Apple).
- Модель Fibre Channel — модель для високошвидкісних мереж Fibre Channel.